# Хрисан Христов
Хрисан Георгиев Христов е български офицер от Държавна сигурност (майор).

## Биография
Хрисан Христов е роден на 21 ноември 1937 година в Провадия в семейство на чиновник. През 1939 или 1941 година майка му умира, след което баща му се премества в Дулово, където се жени повторно, а през 1945 година е убит във Втората световна война. Христов се връща при баба си и дядо си в Провадия, където завършва гимназия. Завършва и зъботехника в Медицинския техникум в София, след което работи за кратко като зъботехник в Перник, а през 1959 – 1962 година служи във военноморския флот във Варна. Във флота е вербуван за агент на Държавна сигурност, продължавайки да работи за службата и след уволнението си като зъботехник във Варна.
През 1965 година Христов е изпратен от Държавна сигурност във Виена като секретен сътрудник на Първо управление и „под формата на изменник на родината“. Там той придобива две кафенета, изглежда, с цел да шпионира българските емигранти в града.
В началото на 1976 година чехословашкият шпионин Павел Минарик, работил с години в радио „Свободна Европа“, е върнат в Чехословакия, където политическата полиция го включва в шумна пропагандна кампания срещу радиостанцията. Държавна сигурност решава да проведе подобно мероприятие с основна цел да представи българските сътрудници на „Свободна Европа“ Георги Марков и Димитър Инкьов като агенти на американското Централно разузнавателно управление. На 10 март Христов е върнат в България и провежда широко отразена пресконференция, водена лично от ръководителя на държавната телевизия Иван Славков, в която е представен като „герой“, разобличил „подривната дейност на радиостанция „Свободна Европа“. Той е официално награден и с множество медали и отличия, сред които орден „9 септември 1944“.
През май Хрисан Христов е назначен за капитан в Държавна сигурност, считано от 11 март, като времето от 24 октомври 1965 година му е зачетено като стаж в службата. От септември същата година преминава петмесечен курс във Висшата специална школа „Георги Димитров“ и през следващите години работи в 11-и отдел („работа по капиталистически граждани на територията на НРБ“) на разузнаването. Не след дълго срещу него започват да се трупат оплаквания за пиянство, натрупани дългове и нередовен семеен живот, като още през 1980 година преките му ръководители препоръчват при първа възможност да бъде отстранен от Държавна сигурност чрез пенсиониране. Въпреки това през август 1981 година той е повишен в майор. През следващите месеци проблемите му с алкохола продължават да се задълбочават и той със седмици не се прибира вкъщи, оставяйки семейството си без издръжка. След продължителни усилия на ръководството на разузнаването той е пенсиониран, считано от 1 април 1984 година.
Сведенията за Христов след пенсионирането му са ограничени. Той присъства на известната престрелка в „Белите брези“ през януари 1994 година, при която загиват няколко полицаи.
Хрисан Христов умира през 2017 година.

## Награди
- Орден „9 септември 1944“ II степен с мечове (17 май 1976; за „разобличаване дейността на радио „Свободна Европа“, централното РУ на САЩ и вражеската емиграция“)[10]
- Медал „МВР“ III степен (6 август 1976; по повод „32 години социалистическа революция“)[10]
- Медал „МВР“ II степен (26 август 1981; за 15 години прослужено време)[13]